# Liste der Monuments historiques in Milizac-Guipronvel
Die Liste der Monuments historiques in Milizac-Guipronvel führt die Monuments historiques in der französischen Gemeinde Milizac-Guipronvel auf.

## Guipronvel
| Bezeichnung | Beschreibung | Standort          | Kennzeichnung | Schutzstatus | Datum | Bild |
| ----------- | ------------ | ----------------- | ------------- | ------------ | ----- | ---- |
| Tumulus     |              | Landrezeoc (Lage) | PA00090001    | Inscrit      | 1963  |      |

## Liste der Objekte
- Monuments historiques (Objekte) in Guipronvel in der Base Palissy des französischen Kultusministeriums
- Monuments historiques (Objekte) in Milizac in der Base Palissy des französischen Kultusministeriums